# 대한민국의 음악
다음은 대한민국의 음악에 관한 설명이다.

## 같이 보기
- 한국 음악
- 조선민주주의인민공화국의 음악